# Digitalradio
Unter Digitalradio versteht man die Übertragung von Hörfunkprogrammen mit digitalen Sendeverfahren. Geplant ist, analoge Verfahren weitgehend durch digitale zu ersetzen. Prinzipiell könnte Digitalradio deutlich mehr Programme, störungsfreien Empfang und eine verbesserte Wiedergabequalität ermöglichen (siehe Digitaler Rundfunk). Der Erfolg des UKW-Hörfunks und Misserfolge bei der Einführung digitaler Übertragungsverfahren (insbesondere DAB) haben in der Vergangenheit mehrfach dafür gesorgt, dass Abschalttermine für den UKW-Hörfunk nicht eingehalten werden konnten.
Die Bezeichnung „Digital Radio“ (Englisch, zwei Wörter) ist seit 2001, zusammen mit einem Logo, für den technischen Standard Digital Audio Broadcasting (DAB) eingetragen. Die Bezeichnungen „DAB“ und „Digital Radio“ werden in Deutschland und der Schweiz oft synonym verwendet. Sie werden aber je nach Land in der Praxis etwas unterschiedlich benutzt. In diesem Artikel geht es allgemeiner um verschiedene Arten des digitalen Hörfunks, zu dem unter anderem auch DAB gehört.
Die EU-Kommission schlug vor, den analogen Rundfunk (Fernsehen und Hörfunk) bis spätestens 2012 abzuschalten. Deutschland hatte zunächst geplant, bis 2010 den analogen Rundfunk abzuschalten. Dabei sollten alle Sender zum selben Zeitpunkt die analoge Frequenzmodulation im UKW-Band durch DAB ersetzen. Dieser Zeitpunkt ist verstrichen, ein neuer Termin ist noch nicht festgelegt.
Dabei ist anzumerken, dass der Rundfunk in Deutschland durch die Länder geregelt wird, und nicht durch den Bund. So forderte der Landtag in Nordrhein-Westfalen 2006 die Festlegung eines Zeitplans für die Einführung von DAB und die Abschaltung von UKW in Kooperation mit den anderen Landesparlamenten (siehe auch Analogabschaltung). Am 21. Januar 2008 beschloss die Kommission zur Ermittlung des Finanzbedarfs der Rundfunkanstalten (KEF), die Finanzierung von DAB mit Mitteln aus den Rundfunk- und Fernsehgebühren nicht mehr fortzuführen. Dagegen hat die KEF die Einführung des Nachfolgestandards DAB+ für nationale Radioprogramme, u. a. von Deutschlandfunk und Deutschlandradio Kultur, mit Mitteln im Umfang von 42 Millionen € bezuschusst.
In der Schweiz hat der Bundesrat im Jahr 2023 eine letzte Verlängerung der UKW-Konzessionen bis Ende 2026 erlaubt. Das Schweizer Radio SRF stellte am 31. Dezember 2024 die UKW-Sendungen ein. Es blieben in der Schweiz einige Privatradios, welche auch nach diesem Termin noch auf UKW sendeten. Seit 2020 bestand keine Verpflichtung mehr, Programme über UKW zu verbreiten.
Für die digitale Übertragung von Hörfunkprogrammen wurden in den vergangenen Jahren mehrere meist inkompatible Verfahren entwickelt, die für verschiedene Empfangssituationen optimiert sind.

## Terrestrische Verfahren

### Digital Audio Broadcasting (DAB)

Logo für den original DAB-Standard

DAB wurde in Deutschland auch als „Digital Radio“ beworben. Bislang wurden in Deutschland und Europa DAB-Senderketten auf zusätzlichen Frequenzen (im TV-Band 3 und im L-Band) aufgebaut. Deutschlandweit gab es zeitweise bis zu 70 DAB-Programme. Die größte Auswahl gab es in Berlin, nach dem Start von DVB-T war dort jedoch nur noch ein DAB-Ensemble übrig geblieben. Eine Auswahl mit mehr als einem Ensemble gibt es noch in mehreren bayerischen Städten. In vielen Bundesländern laufen seit dem Rückzug der privaten Anbieter aber nur noch einzelne öffentlich-rechtliche Programme. Zahlreiche bisher im DAB-Standard verbreitete Programme wurden im Winter 2011/12 auf andere Kanäle umgesetzt und sind nun auf DAB+ empfangbar. Es gab nur einzelne Programme, die ausschließlich auf DAB verbreitet wurden. Mit 80 Prozent Abdeckung galt DAB bis Mitte 2011 als das am weitesten fortgeschrittene aller terrestrischen Digitalhörfunkverfahren. Das Verfahren wurde zum europäischen Standard gewählt. Grundsätzlich werden mehrere Sender als „DAB-Ensemble“ übertragen. Ein Nachteil ist der Musicam-Audiocodec (MPEG-1 Audio Layer 2 bzw. MP2), der für vergleichbare Qualität eine höhere Bitrate als das Advanced Audio Coding (HE-AAC bzw. MP4) benötigt. (Zieht man auch den zusätzlich für AAC benötigten Fehlerschutz mit in die Rechnung ein, kommt man je nach kodiertem Inhalt auf den Faktor 1,2 bis 2) Zur Ergänzung wurde HE-AAC für DAB+ (s. u.) als AAC+ v1 bzw. AAC+ v2 inzwischen spezifiziert.

### Digital Radio Mondiale (DRM)
Digital Radio Mondiale

Logo des Digital Radio Mondiale

(DRM) ist ein schmalbandiges digitales Rundfunksystem zur weltweiten, nationalen, überregionalen und regionalen/lokalen Verbreitung von bis zu vier Angeboten (Hörfunkprogramme mit MPEG-4 HE-AAC v2 oder xHE-AAC sowie Datendienste und Videoformate) in einem Multiplex.
DRM umfasst die digitale Verbreitung von Rundfunkangeboten über OFDM/COFDM-Sender im AM-Bereich, also auf Lang-, Mittel- und Kurzwelle (genannt „DRM30“), mit den vier OFDM-Übertragungsmodi A-D und einer Bandbreite von 4,5 kHz bis 20 kHz, sowie in den VHF-Bändern bis 300 MHz mit dem OFDM-Übertragungsmodus E (genannt „DRM+“) und einer Bandbreite von 96 kHz; damit kann DRM rasterkonform im UKW-Bereich (87,5–108 MHz) und, gemeinsam mit DAB/DAB+, auch im VHF-Band III (174–230 MHz) eingesetzt werden. DRM ist ein offener ETSI-Standard und bei der ITU als digitales Rundfunksystem für den weltweiten Einsatz in ihren technischen Empfehlungen aufgenommen.
Die Entwicklung und die weltweite Markteinführung von DRM wird vom DRM-Konsortium unterstützt, das am 4. März 1998 mit der Unterzeichnung eines MoU durch zwanzig der weltweit wichtigsten internationalen Rundfunksender, führenden Unternehmen und Organisationen der Medienbranche sowie Hersteller von Empfangsgeräten in Guangzhou/China gegründet wurde.
In Deutschland wurde im Jahr 2003 das Deutsche DRM-Forum als offener Zusammenschluss der interessierten Marktbeteiligten zur Einführung von DRM in Deutschland gegründet.
Eine über diesen Artikel hinausgehende ausführliche Beschreibung über die Einführung und Implementierung von DRM ist im DRM Introduction and Implementation Guide des DRM-Konsortiums zu finden.

### Digitales terrestrisches Fernsehen (DVB-T)

DVB-T-Logo

Digitales Antennenfernsehen (DVB-T) ist nach der ursprünglichen Norm für Fernsehen konzipiert. Von Beginn an war die zusätzliche Übertragung für Hörfunk (für den stationären Empfang) optional vorgesehen. Erst die aktuell entwickelte Nachfolgenorm DVB-T2 ermöglicht es im Rahmen seiner Spezifizierung senderseitig, Sendeparameter so festzulegen, dass auch der mobile Empfang sinnvoll möglich wird, wie er für Hörfunk vorausgesetzt wird. Beide Normen eignen sich für die Übertragung von bis zu 50 Radioprogrammen im Paket auf einem Fernsehkanal. Hierfür lief bis Januar 2014 ein Test in Berlin auf dem TV-Kanal 59, wo ein Fernsehsendeplatz durch acht Hörfunkprogramme belegt war. Aufgrund der hohen UHF-Frequenz und der geringen Sendeleistung waren allerdings relativ ungünstige Rahmenbedingungen für diesen ersten DVB-T-Hörfunktest gegeben. Im Januar 2014 wurde die DVB-T-Verbreitung in Berlin beendet.
Problematisch ist bei herkömmlichem DVB-T der Empfang bei hohen Geschwindigkeiten (z. B. im Autoradio außerhalb geschlossener Ortschaften), da das System dafür nicht ausgelegt wurde. Störungsfreier Empfang wäre ohne großen Aufwand durch sogenannte „Diversity-Antennensysteme“ nur bis 80 km/h gewährleistet. Die Weiterentwicklung für den mobilen Empfang (DVB-T2) ist zwar inzwischen abgeschlossen, das neue System wird aber von den vorhandenen Geräten nicht unterstützt. Weiter gibt es heute bislang keine speziellen Radioempfänger für DVB-T. Der Radioempfang erfolgt über die reguläre Set-Top-Box oder einen mobilen DVB-T-Fernsehempfänger. Eine Set-Top-Box lässt sich nicht nur am Fernsehgerät betreiben, sondern ebenfalls an einer normalen Stereoanlage zusätzlich oder anstelle eines UKW-Tuners.
Einige europäische Länder nutzen DVB-T zum Radioempfang, in Großbritannien sogar parallel neben DAB. (Zum Radioempfang über DVB-T international: siehe Liste der Länder mit DVB-T-Betrieb) In Österreich wurde mit der dritten DVB-T-Senderkette in urbanen Gebieten Regionalfernsehen eingeführt. Mit Radio Soundportal in der Oststeiermark (Region Mur-Mürztal) und Radio Maria Österreich (Region Wien) sind seit Dezember 2009 die ersten Radioprogramme über diesen Sendeweg zu empfangen. In Deutschland waren noch im Raum Leipzig einzelne Radioprogramme über DVB-T empfangbar.
Die Direktorenkonferenz der Landesmedienanstalten hat dem flächendeckenden Radio über DVB-T eine Absage erteilt. Zitat: „Die Realisierung einer flächendeckenden Hörfunkversorgung für Inhouse-Empfang über landesweite bzw. bundesweite DVB-T-Netze ist eher auszuschließen.“ Mit dem erfolgreichen Sendestart des bundesweiten DAB-Plus-Multiplex im August 2011 und dem raschen Nachziehen der Landesmedienanstalten im Winter 2011/12 scheinen die Würfel endgültig gefallen zu sein: DVB-T hat sich als digitales Fernsehmedium etabliert, im Radiobereich wird DVB-T aller Voraussicht nach keine Rolle spielen.

### Simulcast-Verfahren

Offizielles Logo für HD-Radio

In den USA wurde, anders als ansonsten weltweit, statt des DAB-Standards die IBOC-Technik (In-Band-On-Channel) eingeführt. Standardisiert wurde das proprietäre System HD-Radio der Firma Ibiquity. Hierbei wird im Simulcasting gleichzeitig ein analoges und digitales Signal abgestrahlt. Es wurden Verfahren für FM und AM entwickelt. In beiden Fällen steigt der Bandbreitenbedarf um 50 bzw. 100 %. Der Vorteil: Alte Empfänger können für eine Übergangszeit weiterhin das analoge Signal nutzen, während neuere das digitale Signal auswerten. IBOC bietet mehrere Modi, die entweder dem digitalen oder dem analogen Signal ein größeres Spektrum einräumen. Dabei wird wahlweise das digitale Signal in guter Tonqualität und das analoge mit Einbußen ausgestrahlt oder umgekehrt. Nach einer Übergangszeit ist geplant, in den „All Digital Mode“ zu wechseln und das analoge Signal ganz entfallen zu lassen.
Der Schweizer Privatsender Radio Sunshine betreibt seit April 2006 in der Zentralschweiz Versuche mit HD-Radio. Tests sind auch in Paris seit Anfang 2006 mit zwei Frequenzen durchgeführt worden. Ein Test von Gleichwellennetzen (SFN, single frequency network) wurde für Juli 2006 geplant.
Anders arbeitet das Verfahren FMeXtra. Bei FMeXtra handelt es sich um eine digitale Technologie, bei der über Unterträger der bestehenden analogen UKW-Sender weitere digitale Programmsignale verbreitet werden, die nur mit speziellen Empfängern wiedergegeben werden können. Tests haben in Norwegen und den Niederlanden begonnen.

### Verfügbarkeit
In vielen Ländern, darunter auch einigen Ländern, die das analoge Fernsehen schon längst abgeschaltet haben, ist bis auf Weiteres keine Einführung einer von den LTE/5G-Mobilfunknetzen unabhängigen terrestrischen Digitalradio-Plattform geplant.

## Terrestrische Nachfolgeverfahren

### DAB+

Original Logo für DAB+

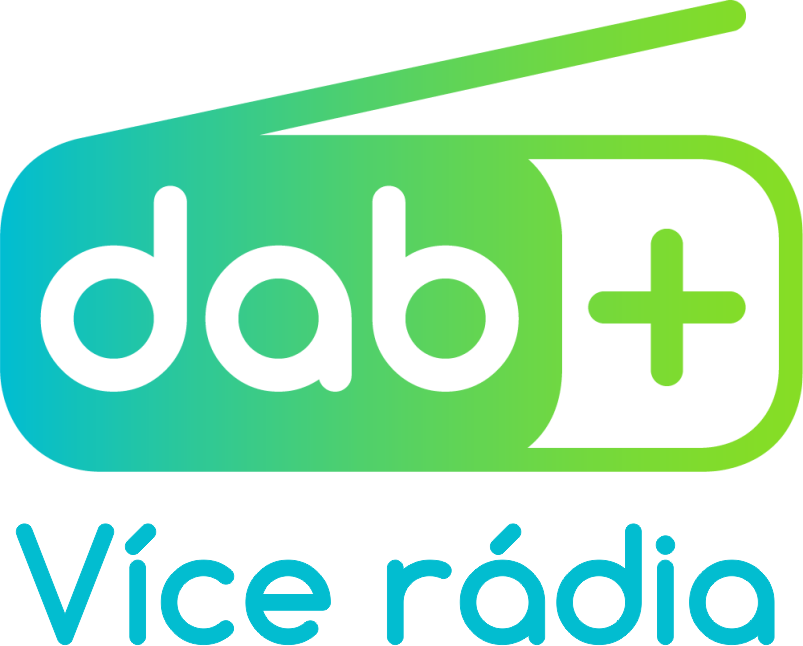
Aktuelles Logo für DAB+ (CZ)

DAB+ ist die Weiterentwicklung von DAB mit dem verbesserten AAC-Codec. Damit ist die Verbreitung von mehr Programmen mit besserer Tonqualität möglich. Die meisten älteren DAB-Empfangsgeräte können DAB+ allerdings nicht verarbeiten. Einzelne Anbieter stellen bisher Software-Upgrades in Aussicht. Neuere DAB+-Empfänger (ab 2010) sind abwärtskompatibel, können also auch das ältere DAB-Format empfangen. Die Europäische Rundfunkunion hat den Standard inzwischen spezifiziert. Seit dem 1. August 2011 wird DAB+ in Deutschland bundesweit genutzt zur Verbreitung nationaler öffentlicher wie privater Sender. Das noch lückenhafte Sendernetz sollte bis 2015 voll ausgebaut werden. In der Schweiz wurden DAB-Sender im Oktober 2012 größtenteils durch DAB+ ersetzt und sind als Voraussetzung zur endgültigen Abschaltung von UKW im Gespräch. Auch in weiteren Ländern wird DAB+ bereits eingesetzt.
Im Jahr 2014 empfingen 7,5 Prozent der Haushalte in Deutschland Radio über DAB+. 2015 gab es in Deutschland 6,4 Millionen DAB+-Radiogeräte. Etwa 2 Millionen davon sind Autoradiogeräte, was einer Wachstumsrate von etwa 49 Prozent zum Vorjahr entsprach. 4,9 Prozent aller Autoradios in Deutschland waren 2015 DAB+-Geräte.

### Digital Multimedia Broadcasting (DMB)
DMB ist eine Erweiterung auf Grundlage des DAB-Basissystems für bewegte Bilder (Video). Damit können integriert in DAB-Ensembles geringauflösende (QVGA) Fernsehbilder übertragen werden. Eine Sonderform wird dabei auch als „Visual Radio“ bezeichnet, besteht aber technisch in einer DMB-Audio- und Videoübertragung mit sehr geringem Datenratenanteil für die Videoübertragung. Konzeptionell ist „Visual Radio“ jedoch kein Radio, da es keinerlei Radiofunktionalität (z. B. Verkehrsdurchsagen) erlaubt. Hier kursieren im Moment viele ungenaue Gerüchte und Missverständnisse. Bisher verkaufte DAB-Empfangsgeräte können DMB nicht verwerten. Die Möglichkeit zur Übertragung von Datendiensten (Slideshow, MOT Broadcast Websites, EPG, TPEG …) ist bereits im DAB-Basissystem und darauf basierenden Standards spezifiziert und kann auch von DMB-Empfängern leicht übernommen werden. In Deutschland hatten sich 12 der 16 Landesmedienanstalten für eine Erprobung von DMB anlässlich der WM 2006 ausgesprochen. In Regensburg findet eine zweijährige Erprobungsphase statt. Die vier norddeutschen Länder setzen jedoch auf DVB-H, wie auch 16 andere europäische Länder, drei asiatische Länder und die USA. Österreich, die Schweiz und Südtirol setzen neben DVB-H ebenfalls auf DMB und schließen sich dem Projekt „Mi Friends“ in Bayern an. Aufgrund unterschiedlicher technischer Parameter und Konzepte sind in Zukunft Szenarien wahrscheinlich, in denen verschiedene Standards (DAB, DMB, DVB-H, DVB-T, DRM …) koexistieren, miteinander verschmolzen werden oder zumindest mit Universalempfängern gleichermaßen nutzbar sind.

### Digital Video Broadcasting - Handhelds (DVB-H)
Dieser Standard wurde für die IP-basierte Übertragung gering auflösender Fernsehbilder und multimedialer Inhalte auf Handys entwickelt. Eine Kombination mit einem Mobilfunkzugang zur Übertragung interaktiver Anwendungen über IP Datacast ist möglich. DVB-H kann auf TV-Kanälen mit DVB-T kombiniert ausgestrahlt werden. Es wurden in Testnetzen bereits viele Radioprogramme übertragen. DVB-T-Geräte können DVB-H nicht verwerten. DVB-H wird bereits in über 30 Ländern weltweit erprobt und noch im Jahr 2006 in den USA, Italien und Finnland in den Regelbetrieb überführt. Der Regelbetrieb in Deutschland sollte 2008 starten. Die Betreibergesellschaft Mobile 3.0 hat mittlerweile ihre Lizenz zum Betrieb eines DVB-H-Angebotes zurückgegeben. Der Fokus bei den bisherigen Bemühungen lag zudem klar auf der Übertragung von Fernsehprogrammen auf Mobiltelefone, und nicht von Radioprogrammen auf Autoradios und tragbare Geräte.
DVB-H wurde 2010 auch in der Schweiz und in Österreich eingestellt und in Deutschland fand keine erneute Vergabe der Lizenzen statt, so dass DVB-H im deutschsprachigen Raum als gescheitert gilt.

### DRM+
DRM+ ist eine geplante Weiterentwicklung von Digital Radio Mondiale für UKW. Das System arbeitet mit dem AAC-Codec frequenzökonomisch, ermöglicht also viele Programme und eine besonders gute Wiedergabequalität. DRM+ positioniert sich damit als Alternative zum schleppend anlaufenden DAB. Der Standard eignet sich im Gegensatz zu den anderen Techniken auch für Einzelaussendungen, ist also für lokale Stationen vorteilhaft. Allerdings befindet sich DRM+ erst in der Entwicklung. DRM+ käme für den bisher analogen UKW-Funk (87,5–108 MHz) in Frage. Im Gegensatz zu DAB wäre hier eine Koexistenz analoger und digitaler Signale möglich. Auch über eine Anwendung im bald nicht mehr genutzten TV-Band I oder im BOS-4m-Band wird nachgedacht.

### DVB-T2

Logo des DVB-T2 Standards

Auch über DVB-T2 ist eine Ausstrahlung von Radiokanälen möglich. Seit dem 24. März 2021 strahlt der NDR alle seine Radioprogramme über DVB-T2 aus. Auf dem nationalen und dem regionalen ARD-Multiplex werden je vier Programme in AAC 144 kbit/s ausgestrahlt.

## Über Satellit stationär

### DVB-S / DVB-S2
Über Satellit können theoretisch ca. 17 Millionen Haushalte / 34 Millionen Menschen in Deutschland Digitalradio nutzen. Mit dem weltweiten Standard für digitales Satellitenfernsehen DVB-S kommen auch mehr als 100 Radioprogramme ins Haus. Hierzu muss lediglich der digitale Satellitenempfänger an eine Stereoanlage angeschlossen werden. Alternativ kann der Radioton auch über den Fernsehlautsprecher laufen. Zwischen 19. August 2005 und 14. Dezember 2021 verbreitete die ARD 64 Hörfunkprogramme in sehr hoher Tonqualität (320 kbit/s MP2, einige Kulturprogramme – BR-Klassik, SWR 2, WDR 3, hr2, MDR Kultur und zeitweise auch NDR Kultur – zusätzlich in 448 kbit/s AC-3 mit der Möglichkeit, echten Mehrkanalton zu übertragen) über den in Deutschland meistgenutzten Astra-Satelliten.
Ebenfalls via Satellit Astra auf 19,2° Ost verbreitet werden u. a. die Hörfunkprogramme des Deutschlandradio (DLF, DLF Kultur, DLF Nova, Dokumente und Debatten), einige deutsche Privatradios (u. a. Antenne Bayern, Rock Antenne, KlassikRadio, egoFM, RTL Radio, FFH, Harmony FM, Planet Radio, Sunshine Live, TOGGO Radio, Schlager Radio, Radio Paloma), die Hörfunkprogramme des österreichischen ORF sowie ein Paket aus privaten und öffentlich-rechtlichen Hörfunkprogrammen aus Frankreich. Über Satellit Eutelsat Hotbird 13° Ost werden u. a. die öffentlich-rechtlichen Hörfunkprogramme aus der Schweiz, Italien und Polen verbreitet.
Das Radioangebot über Satellit wird in Deutschland nur in vergleichsweise wenigen Haushalten direkt genutzt. Da die Satellitenabstrahlung in fast allen Fällen auch Quelle der Kabelnetzeinspeisungen ist, nutzen jedoch auch alle via Kabelnetz digital Radiohörenden unbewusst die Satellitenverbreitung der Programme. Der „Digitalisierungsbericht Audio“ der Landesmedienanstalten weist eine Haushaltsausstattung von ca. 22 % für Radioempfang via Satellit und Kabel sowie eine „Digitalisierungsquote“ von ca. 12 % für Satellit bzw. ca. 10 % für Kabel aus. Die Frage nach der „meistgenutzten Radioempfangsart“ beantworten aktuell 2,0 % der Haushalte mit „Empfang via Satellit oder Kabel“. Bei der „meistgenutzten Empfangsart“ dominieren eindeutig die mobil nutzbaren Empfangswege UKW, DAB+ und zunehmend IP. Hörfunknutzung via Satellit bzw. Kabel ist prinzipiell stationärer Empfang und dient oft der hochqualitativen, gezielten Nutzung einzelner Programmangebote.
In Europa sind mit einer drehbaren Satellitenantenne sogar mehr als 1000 Radioprogramme frei zu empfangen. Hinzu kommen mehr als 100 gebührenpflichtige Programme. Bislang gibt es kaum DVB-S/S2-Tuner, die für den ausschließlichen Hörfunkempfang ausgelegt sind, aber zahlreiche Modelle, deren Anzeige im Frontpanel für die Grundfunktionen wie z. B. Senderwechsel ausreichend sind. Zur Weiterleitung an einen Verstärker sollte falls möglich das digitale S/PDIF verwendet werden.
Die ARD schaltete ihre Radioprogramme am 30. Juni 2021 zusätzlich auf zwei vorhandene DVB-S2-Transponder auf. Auf den neuen Transpondern wird für die meisten Programme nur noch 128 kBit/s LC-AAC genutzt, resultierend in einer Brutto-Bitrate von ca. 144 kbit/s je Programm auf den Transpondern. Ausnahmen sind einige Kulturprogramme mit 160 kBit/s LC-AAC (Bayern 2, BR-Klassik), 256 kbit/s LC-AAC (SR 2, SWR 2, WDR 3, hr2, MDR Kultur, MDR Klassik, rbb Kultur) oder 320 kBit/s LC-AAC (BR-Klassik, zweite Audiospur). Einige dieser Programme bieten zeitweise Surroundinhalte an, konfigurieren ihre AAC-Audiospur also temporär von Stereo auf 5.1 um. BR-Klassik verwendet für die zeitweise Surround-Konfiguration die zweite Audiospur mit hoher Bitrate, um einerseits auch während Surround-Sendungen die dedizierte Stereo-Mischung parallel anbieten zu können (auf der ersten Audiospur) und andererseits qualitativen Beeinträchtigungen bei 5.1-Konfiguration durch zu niedrige Bitrate entgegenzuwirken. NDR Kultur verwendet als einziges ARD-Hörfunkprogramm derzeit und ausschließlich 448 kbit/s AC-3.
Am 14. Dezember 2021 wurde die langjährige Übertragung der ARD-Hörfunkprogramme in MP2 und AC-3 über den DVB-S-Transponder beendet. Seitdem ist nur noch die Nutzung der AAC-Versionen bzw. der AC-3-Version von NDR Kultur möglich. Neben sämtlichen ausschließlich DVB-S-tauglichen SD-Satellitenreceivern sind auch zahlreiche DVB-S2-taugliche HDTV-Satellitenreceiver für AAC nicht geeignet und bleiben stumm. Ebenfalls nicht mehr für die Umsetzung von ARD-Hörfunk geeignet sind zahlreiche DVB-UKW-Umsetzer, die in Kabelnetzen die Einspeisung von DVB-Hörfunk als UKW-Programme ermöglicht haben und auch DVB-Kabelempfänger, die AAC nicht decodieren können. Die Nutzung von AAC-Surround setzt außerdem geeignete DVB-Empfänger voraus, die nicht nur LC-AAC in 5.1-Konfiguration korrekt decodieren können, sondern auch anschließend in 5.1 AC-3 umwandeln (transcodieren) und als solches via S/PDIF-Schnittstelle oder HDMI ausgeben müssen, da es keinen direkten Weg für AAC-Audio in typische Heimkino/Surround-Anlagen gibt.

### Astra Digital Radio (ADR)

Ehemaliges Logo für ADR

ADR war eine Sonderform, die nur über den Satelliten Astra abgestrahlt wurde. Diese Technik wurde fast ausschließlich in Deutschland genutzt. Etwa 50 Programme waren zu hören. Da ADR lediglich die Tonunterträger analog ausgestrahlter Fernsehprogramme nutzte (statt eines eigenen exklusiven Transponders), wurde mit deren Abschaltung im April 2012 auch die Ausstrahlung von ADR beendet.

### Digitales Satellitenradio (DSR)

Ehemaliges Logo für DSR

Die Ära des Digitalen Hörfunks begann in Deutschland mit dem Digitalen Satellitenradio DSR, das einen Block mit 16 Radioprogrammen mit hoher Datenrate ohne Datenreduktion übertrug. Das System war gemeinsam vom Deutschen Zentrum für Luft- und Raumfahrt (DLR), dem Institut für Rundfunktechnik (IRT), der Deutschen Bundespost und der deutschen Industrie entwickelt worden.
Die Verbreitung erfolgte über die Satelliten DFS-Kopernikus und TV-Sat 2. Der offizielle Start erfolgte anlässlich der IFA Berlin 1989; es wurde Mitte Januar 1999 in Deutschland abgeschaltet.

## Über Satellit mobil empfangbar
Diese Systeme sind in Gebieten mit geringer Bevölkerungsdichte geeignet, für Europa jedoch eher ungeeignet. Probleme entstehen durch die relativ geringe Sendeleistung. In Strahlungsschatten (z. B. Inhouse, Häuserschluchten, Unterführungen, Tunnel) ist der Empfang meist nur noch eingeschränkt bis gar nicht mehr möglich.

### SiriusXM (vormals Sirius und XM)

Logo für SiriusXM-Radio

Diese beiden ehemals konkurrierenden Systeme bieten in den USA und Kanada gegen Bezahlung rund 140 Radioprogramme über Satellit an, die mit mobilen Empfängern, also z. B. Autoradios, empfangbar sind.

### DAB-S
Auch für Europa sind Satellitensysteme für den mobilen Empfang von Digitalradio in der Diskussion.
Im oberen L-Band sind dafür Kanäle reserviert worden. Ob und wann diese Technik zum Einsatz kommt, ist noch unklar.

### DMB-S
Südkorea ist hier Vorreiter. Das Land nutzt für sein kostenpflichtiges Satellitensystem bereits die DMB-Technik. Auf 144° Ost ist MBSat1 positioniert, der mit einer Zwölf-Meter-Antenne und 2400 Watt gezielt Korea mit 50 Radio- und Fernsehkanälen bestrahlt.
Aufgrund finanzieller Probleme wurde der Betrieb eingestellt und der Satellit auf 75 Grad Ost verschoben.

## Über Kabel

### DSR
Die Ära des Digitalen Hörfunks begann in Deutschland mit dem Digitalen Satellitenradio DSR, das einen Block mit 16 Radioprogrammen mit hoher Datenrate ohne Datenreduktion übertrug. Die Verbreitung erfolgte über das Breitbandnetz der Deutschen Bundespost auf den Sonderkanäle S2 und S3 (Frequenzbereich 111…125 MHz). Der offizielle Start erfolgte anlässlich der IFA Berlin 1989.

### DVB-C
Über DVB-C werden eine Vielzahl von Radioprogrammen übertragen. Alle ARD-Hörfunk-Programme sowie Programme von Deutschlandradio und teilweise Privatsender unverschlüsselt übertragen. Außerdem gibt es je nach Kabelnetzbetreiber gegen Bezahlung verschlüsselte Privatsender sowie Stingray Music zuvor Music Choice. Hier werden Rund um die Uhr ohne Werbeunterbrechung oder Wortbeitrag nach Sparten Musikstücke abgespielt. Zum Empfang muss die Set-Top-Box an die Stereoanlage angeschlossen werden oder über das Fernsehgerät wiedergegeben werden.

### Digital Audio Broadcasting (DAB)
Prinzipiell lässt sich auch DAB im Kabel übertragen. Es gibt hierfür jedoch keinen gesonderten Standard, sondern man würde (vollkompatibel) ein Standard-DAB-Signal übertragen, bei dem die Parameter entsprechend sinnvoll gewählt sind. Jedoch ist DAB nicht in allen Punkten für das Kabelnetz ausgelegt; dies äußert sich zum Beispiel darin, dass der Fehlerschutz für eine Kabelübertragung besser als notwendig wäre. Entsprechende Versuche wurden bereits 1998 mit großem Erfolg durchgeführt.
Als einer der ersten Kabelnetzbetreiber kündigte UPC Schweiz Ende September 2016 an, die Radiosender neben DVB-C zukünftig auch mittels DAB+ in das Kabelnetz einzuspeisen. Ein Regelbetrieb von DAB und DAB+ über das Kabelfernsehnetz ist nicht beabsichtigt.

## Internetradio und Streaming
Beim Rundfunk werden die Signale als Broadcast verbreitet, während bei Streaming Media, auch kurz genannt Streaming (z. B. beim Webradio) in der Regel die Daten nur nach einer Aufforderung (Request) des Empfängers für diesen direkt adressiert ausgesendet werden. Jedoch wird auch das Internetradio häufig als Digitalradio bezeichnet. Die Verbreitung findet sowohl terrestrisch (WLAN, WiMAX, UMTS) als auch über Kabel (Kupfer, Glasfaser), als auch über Satellit statt. Das Format für die Übertragung ist nicht festgelegt. Die Verbreitung ist praktisch gleich der Verbreitung des Internets, was die „Ausstrahlung“ für Radiosender denkbar einfach gestaltet. Der technische Aufwand zum Betrieb eines „Internetradiosenders“ ist sehr gering. Durch diese Faktoren könnte das sogenannte Internetradio als Digitalradio große Bedeutung erlangen. Reine Internetradiogeräte sind bereits im Handel. Im Jahr 2006 hören bereits mehr als 20 Millionen Menschen in Europa Internetradio.
Außerdem plant die Deutsche Telekom AG im Rahmen ihres Produkts Telekom Entertain neben digitalem Fernsehen nach DVB-IPI-Standard ab Dezember 2008 auch 2500 digitale Radiosender anzubieten.

## Übertragungsverfahren für digitales Radio im Vergleich
Siehe auch: Orthogonales Frequenzmultiplexverfahren

### Über Satellit
|                                  | DVB-S                                 | ADR (bis 2012)                        | S-DAB                                 | S-DMB                                 | XM/Sirius                               | Worldspace (bis 2008)       | DVB-S2                                | DSR (bis 1998)                        |
| -------------------------------- | ------------------------------------- | ------------------------------------- | ------------------------------------- | ------------------------------------- | --------------------------------------- | --------------------------- | ------------------------------------- | ------------------------------------- |
| entwickelt für                   | Fernsehen, Hörfunk                    | Hörfunk                               | Hörfunk                               | Multimedia                            | Hörfunk                                 | Hörfunk                     | Fernsehen, Hörfunk                    | Hörfunk                               |
| in Betrieb in                    | weltweit                              | –                                     | –                                     | Korea                                 | Nordamerika                             | –                           | Europa                                | –                                     |
| Frequenzen (GHz)                 | 3,5–4,2 (C-Band) 10,7–12,75 (Ku-Band) | 10,7–11,75                            | 1,48–1,493 (L-Band)                   | 2,63–2,655 (Korea)                    | 2,320–2,3325 (Sirius) 2,3325–2,345 (XM) | 1,469–1,481                 | 10,7–12,75                            |                                       |
| mobiler Empfang                  | Rotes X oder Kreuzchensymbol für nein | Rotes X oder Kreuzchensymbol für nein | Grünes Häkchensymbol für ja           | Grünes Häkchensymbol für ja           | Grünes Häkchensymbol für ja             | Grünes Häkchensymbol für ja | Rotes X oder Kreuzchensymbol für nein | Rotes X oder Kreuzchensymbol für nein |
| Audiocodec                       | MPEG 1 Layer II, AC-3                 | MPEG 1 Layer II                       | MPEG 1 Layer II                       |                                       | AAC+                                    | MP3                         | MPEG 1 Layer II, AC-3, LC-AAC, HE-AAC | PCM, 32 kHz/14 bit                    |
| Tonqualität                      | -- bis ++ je nach Codec und Bitrate   | +                                     | +                                     |                                       | o                                       | o                           | -- bis ++ je nach Codec und Bitrate   | ++                                    |
| Hörfunkprogramme in D empfangbar | ca. 100                               | abgeschaltet                          | Rotes X oder Kreuzchensymbol für nein | Rotes X oder Kreuzchensymbol für nein | Rotes X oder Kreuzchensymbol für nein   | abgeschaltet                | ca. 450                               | abgeschaltet                          |
| Audio-Bitrate pro Programm       | 32–256 kbps                           | 192 kbps                              | 32–256 kbps                           |                                       | 64 kbps                                 | 64–128 kbps                 | variabel                              | 896 kbps                              |

### Terrestrisch
|                                                        | DAB                                       | DAB+                                  | DRM                         | DRM+                        | DVB-T                                                                          | DVB-H                                       | DMB-T                                 | IBOC-AM                     | IBOC-FM                                |
| ------------------------------------------------------ | ----------------------------------------- | ------------------------------------- | --------------------------- | --------------------------- | ------------------------------------------------------------------------------ | ------------------------------------------- | ------------------------------------- | --------------------------- | -------------------------------------- |
| entwickelt für                                         | Radio                                     | Radio                                 | Radio                       | Radio                       | TV                                                                             | Multimedia                                  | Multimedia                            | Radio                       | Radio                                  |
| in Betrieb in                                          | Europa, Asien                             | Europa                                | weltweit                    | –                           | Europa, Asien, Afrika, Australien                                              | Italien, Österreich, Vietnam, Albanien, USA | Korea, Deutschland                    | USA                         | USA, Schweiz (Tests), Rumänien (Tests) |
| Frequenzband                                           | Band III 1,5-GHz-Band                     | Band III 1,5-GHz-Band                 | LW/MW/KW                    | Band II                     | Bänder III/IV/V                                                                | Band IV/V                                   | Band III 1,5-GHz-Band                 | MW                          | Band II                                |
| Frequenzen (MHz)                                       | 0174–240 1452–1492                        | 0174–240 1452–1492                    | 0,15–26,1                   | 87,5–108 (geplant)          | 0174–230 0470–862                                                              | 470–862                                     | 0174–230 1452–1492                    | 0,5–1,7                     | 88–108                                 |
| mobiler Empfang                                        | optimiert (Band III) m. E. (1,5-GHz-Band) | Grünes Häkchensymbol für ja           | Grünes Häkchensymbol für ja | Grünes Häkchensymbol für ja | · (mit aktuellem Empfänger)                                                    | Grünes Häkchensymbol für ja                 | Grünes Häkchensymbol für ja           | Grünes Häkchensymbol für ja | Grünes Häkchensymbol für ja            |
| Programme gleichzeitig an einem Ort in D/AT empfangbar | 0                                         | 0–50                                  | ca. 10                      | –                           | 8 (Berlin) je 1 (Steiermark, Wien) 2–4 (einige mitteldeutsche Ballungszentren) | –                                           | 12 (München) 5 (mehrere Städte)       | –                           | -                                      |
| Audiocodec                                             | MPEG 1 Layer II                           | LC-AAC, HE-AAC                        | AAC+SBR + CELP/HVXC         | AAC                         | Musicam                                                                        | AAC                                         | AAC                                   | HDC                         | HDC                                    |
| Radiostationen pro Multiplex                           | ≈6                                        | ≈12                                   | 1–4                         | 1–≈5                        | 32–50 (nur Radio) gemischtes Bouquet mit TV                                    | ≈100                                        | ≈10                                   | 1                           | 1–4                                    |
| Bandbreite pro Multiplex (kHz)                         | 1536                                      | 1536                                  | 4,5/5/9/10 18/20 (USA)      | 50/100                      | 6657 (Band III) 7608 (Band IV/V)                                               | 7608                                        | 1536                                  | >10                         | 400                                    |
| Frequenzökonomie                                       | o                                         | +                                     | ++                          | ++                          | +                                                                              | ++                                          | +                                     | −                           | −                                      |
| Audio-Bitrate pro Programm                             | 32–256 kbps                               | 24–256 kbps                           | 5–48 kbps                   | 100–300 kbps                | 32–320 kbps                                                                    |                                             |                                       | 36(?) kbps                  | 96–120 kbps                            |
| Tonqualität                                            | -- bis ++ je nach Bitrate                 | -- bis ++ je nach Bitrate             | o                           | ++                          | ++                                                                             | ++                                          | ++                                    | +                           | ++                                     |
| Simulcast analog+digital                               | Rotes X oder Kreuzchensymbol für nein     | Rotes X oder Kreuzchensymbol für nein | m. E.                       | m. E.                       | Rotes X oder Kreuzchensymbol für nein                                          | Rotes X oder Kreuzchensymbol für nein       | Rotes X oder Kreuzchensymbol für nein | Grünes Häkchensymbol für ja | Grünes Häkchensymbol für ja            |
| Gleichwellennetze (SFN)                                | Grünes Häkchensymbol für ja               | Grünes Häkchensymbol für ja           | Tests                       | Tests                       | Grünes Häkchensymbol für ja                                                    | Grünes Häkchensymbol für ja                 | Grünes Häkchensymbol für ja           | m. E.                       | Rotes X oder Kreuzchensymbol für nein  |

Legende:
m. E. = mit Einschränkungen, ++ = sehr gut, + = gut, o = durchschnittlich, − = schlecht
Bandbreite von DVB-T und DVB-H: Tabellenwerte gelten für 8k-Modus, im 2k-Modus wegen anderer Trägerabstände minimal anders: 6661 bzw. 7612 kHz.
Die Angaben zu DRM+ sind Schätzungen, da sich die Technik noch nicht als Standard durchgesetzt hat.